# 納姆萊斯 (喬治亞州)
納姆萊斯（英語：Nameless）是位於美國喬治亞州勞倫斯縣的一個非建制地區。該地的面積和人口皆未知。

## 地理
納姆萊斯的座標為32°23′14″N 83°04′20″W / 32.38722°N 83.07222°W，而該地的平均海拔高度為101米（即331英尺）。